# Kiss-FM KOBE

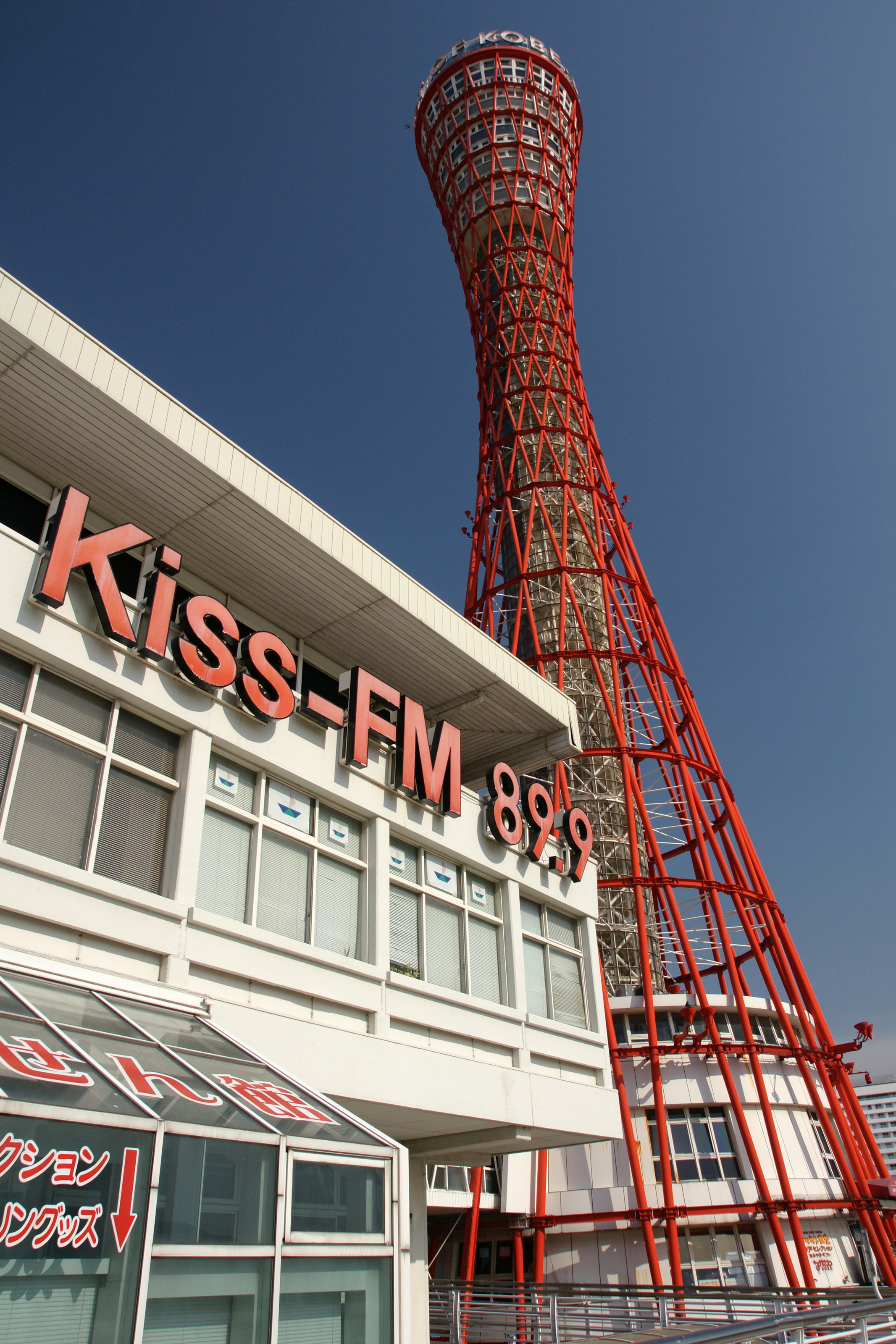
본사

효고 FM방송은 1990년 10월 1일 개국했으며 효고현에서 방송을 실시하고 있다.
JFN에 가맹했으며 애칭은 Kiss-FM KOBE, 콜사인은 JOIV-FM이다.

## 개요
- 개국 당시 약칭은 Kiss-FM이었으며 NHK 히메지 지국에서도 방송을 할 수 있는 설비를 갖추고 있다.(현재는 모든 방송을 본사에서 담당한다.)
- 한신·아와지 대지진 당시 여러 외국어로 여러 가지 생활정보를 방송했다.
- 일본 34번째 FM방송국이자 네트워크에 소속되지 않은 독립 방송국으로 출발했으나 광고 불황, 고베·한신 지역 스폰서 취약 등으로 2003년 4월 1일 JFN에 가맹했으며 이로 인해 독특한 색깔을 가지고 있던 자사제작 프로그램들이 많이 종료되었다.
- 원래는 주식회사 Kiss-FM KOBE의 소유였으나 Kiss-FM KOBE의 경영파탄에 따라 2010년 10월 1일 오전 0시를 기해 주식회사 Kiss-FM KOBE에서 효고 FM방송 주식회사로 사업이 인계되었다.

## 주파수
- 고베 방송국:89.9MHz(출력:1kW)
- 히메지 중계국:77.6MHz(출력:1kW)
- 아시야 중계국:87.1MHz(출력:10W)
- 기노사키 중계국:87.9MHz(출력:10W)
- 히카미 중계국:78.3MHz(출력:100W)
- 가스미 중계국:78.4MHz(출력:100W)
- 아와지미하라 중계국:79.9MHz(출력:10W)

## 효고현에 있는 다른 텔레비전·라디오 방송국
- NHK 고베 방송국
- 선 TV(SUN)(독립 텔레비전 방송국)
- 라디오 간사이(CRK)(독립 라디오 방송국)